# Serafima Germanowna Birman

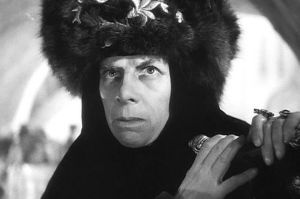
Serafima Germanowna Birman (1944 als Jefrossinja Starizkaja in Eisensteins IIwan der Schreckliche)

Serafima Germanowna Birman (russisch Серафима Германовна Бирман; * 29. Julijul. / 10. August 1890greg. in Kischinau, Gouvernement Bessarabien; † 11. Mai 1976 in Leningrad) war eine russische bzw. sowjetische Schauspielerin und Theaterregisseurin.

## Leben
Birmans früh verwaister russisch-orthodoxer Vater German Michailowitsch Birman († 1908) hatte sich und seine Schwester mit Nachhilfeunterricht ernährt, war in der Armee als Stabskapitän in den Ruhestand getreten und hatte die moldauische mit 19 Jahren verwitwete Helena Iwanowna geborene Botesat mit zwei Töchtern aus wohlhabender Familie geheiratet, die kaum Russisch sprach und nun noch den Sohn Nikolai bekam.
Nach dem Abschluss am Gymnasium mit Goldmedaille in Kischinau verbrachte Birman ein Jahr bei der ältesten Stiefschwester, die einem Arzt in einem Dorfkrankenhaus bei Soroca diente. Die Stiefschwester wurde dann in St. Petersburg Studentin in den Medizin-Kursen und nahm 1906 mit einer kleinen Rolle an der von Konstantin Stanislawski inszenierten Aufführung des Theaterstücks Dr. Stockmann von Henrik Ibsen teil, worauf sie Serafima Stanislawskis Foto mit seiner Unterschrift zeigte und ihr empfahl, an das Moskauer Kunsttheater (MChT) zu gehen.
Der Grundherr Konstantin Kasimir auf dem Landgut Cernoleuca (Rajon Dondușeni) erkannte das Talent Serafima Birmans und übernahm die Kosten für ihr erstes Studienjahr an der Theaterschule. Im Juli 1908 ging sie nach Moskau und begann gleichzeitig das Studium an den Höheren Guerrier-Kursen für Frauen in der Historisch-Philologischen Fakultät und an Alexander Adaschews Dramatik-Schule zusammen mit Jewgeni Wachtangow.
Nach dem Abschluss an der Dramatik-Schule 1911 wurde Birman in die Schauspielertruppe des MChT aufgenommen. Ab 1913 gehörte sie zum 1. MChT-Studio. Nach Oktoberrevolution und Bürgerkrieg war sie ab 1924 Schauspielerin des 2.  MChT.
Von 1936 bis 1938 arbeitete Birman am Mossowjet-Theater (MOSPS). Sie inszenierte Maxim Gorkis Wassa Schelesnowa und übernahm darin die Hauptrolle. Mit anderen gründete sie 1938 das Lenkom-Theater und arbeitete dort bis 1958. Als während des Großen Terrors Wsewolod Meyerhold 1939 verhaftet wurde, führte sie dessen Arbeit für die Inszenierung der Oper Semjon Kotko Sergei Prokofjews fort mit Uraufführung im Stanislawski-Operntheater 1940. Ab 1958 arbeitete sie wieder am MOSPS nun als Schauspielerin.
Bekannt war Birman auch durch ihre Filmrollen  geworden. Bereits ab 1918  war sie in zwei Filmen Alexander Wolkows nach Motiven eines Romans von Arnold Bennett in Cameoauftritten erschienen. Hervorragende Rollen spielte sie in den Filmen Der Schneider von Torshok von Jakow Protasanow (1925) und Moskau, wie es weint und lacht von Boris Barnet (1927). In Sergei Eisensteins Film Iwan Grosny (Iwan der Schreckliche) spielte sie 1944 die Großfürstin Jefrossinja Starizkaja, Frau des Onkels Iwans, die eine der Hauptpersonen war. Für diese Rolle hatte Eisenstein ursprünglich Faina Ranewskaja ausgewählt, was vermutlich wegen ihres semitischen Aussehens abgelehnt worden war. Birman spielte die Starizkaja auch im zweiten Iwan-Grosny-Film, der erst 1958 veröffentlicht wurde.
Birman war mit dem Journalisten, Schriftsteller und Drehbuchautor Alexander Talanow verheiratet, der häufig schwer erkrankte. Sein Tod 1969, der ihr auf einer Gastspielreise mitgeteilt wurde, traf sie schwer und führte zu einer psychischen Erkrankung. Bald verließ sie das Theater und blieb nach dem Tod ihrer Haushälterin allein. Als sie ihr Leben nicht mehr selbst regeln konnte, holte ihre Nichte sie nach Leningrad und brachte sie in einer Psychiatrischen Klinik unter.
Birman starb am 11. Mai 1976 in Leningrad und wurde in Moskau im Kolumbarium des Nowodewitschi-Friedhofs neben ihrem Mann beigesetzt.

## Ehrungen, Preise
- Verdiente Schauspielerin der Usbekischen SSR (1943)
- Medaille „Für heldenmütige Arbeit im Großen Vaterländischen Krieg 1941–1945“ (1946)
- Stalinpreis I. Klasse (1946)[1]
- Volkskünstlerin der RSFSR (1946)[2]
- Orden der Brüderlichkeit und Einheit der Sozialistischen Föderativen Republik Jugoslawien (1946)
- Orden des Roten Banners der Arbeit (1947, 1948)
- Jubiläumsmedaille „Zum Gedenken an den 100. Geburtstag von Wladimir Iljitsch Lenin“ (1970)